# Bataille de Séoul
Guerre de Corée
Batailles
Offensive nord-coréenne :

(juin 1950 - septembre 1950)
- Pokpung
- Chuncheon
- Séoul (1re)
- Busan (navale)
- Chumunjin
- Osan
- Pyeongtaek
- Cheonan
- Chochiwon
- Daejeon
- Sangju
- Yongdong
- Hwanggan
- Notch
- Périmètre de Busan

Contre-offensive de l'ONU :

(septembre 1950 - octobre 1950)
- Incheon
- Bombardement de Pyongyang
- Pyongyang

Intervention chinoise :

(octobre 1950 - avril 1951)
- Onjong
- Unsan
- Chongchon (Wawon)
- Réservoir de Chosin
- Évacuation de Hŭngnam
- Séoul (3e)
- Twin-Tunnels
- Jipyeong-ri
- Imjin
- Kapyong

Impasse :

(août 1951 - juillet 1953)
- Crèvecœur
- Fleuve Han
- Opération Commando
- Maryang San
- Suncheon
- Barrage de Sui-Ho
- Triangle Hill
- le Crochet
- Fleuve Samichon
- Armistice de Panmunjeom

Post armistice :
- Raid sur la Maison Bleue
- Attaque de l'EC-121
- Incident du peuplier
- Infiltration de Gangneung
- Guerre du crabe

Séoul fut le théâtre de 4 batailles durant la guerre de Corée. Elle changera ainsi plusieurs fois d'occupants durant le conflit. La ville sera gravement endommagée, une évaluation des dégâts étendus déclare qu'au moins 191 000 bâtiments, 55 000 maisons, et 1 000 usines étaient en ruines en 1950 et 1951. De plus, une foule de réfugiés du Nord venait peupler la ville, qui était déjà en pénurie de logements. Avec les afflux de réfugiés la population était estimée à 2 500 000 personnes à la fin de la guerre.

## Historique des batailles

### Première bataille de Séoul
L'offensive nord-coréenne sur le Sud débute en juin 1950 et fut dévastatrice. Au moins les deux tiers de la petite armée sud-coréenne (à peine 38 000 hommes répartis sur 4 divisions d'infanterie) étaient alors en permission, laissant le pays largement désarmé. Les Nord-Coréens attaquèrent en plusieurs endroits stratégiques, parmi lesquels Kaesong, Chunchon, Uijongbu, et Ongjin. En quelques jours, les forces sudistes, surclassées en nombre et en puissance de feu, furent mises en déroute et durent battre en retraite. Tandis que l'attaque au sol progressait, l'armée de l'air nordiste bombarda l'aéroport de Gimpo à Séoul où se trouvaient les 22 avions de liaison et d'entraînement de l'aviation du sud. Séoul sera prise après de brefs combats le 28 juin 1950.

### Seconde bataille de Séoul
Après la victoire décisive lors de la bataille d'Incheon, l'armée nord-coréenne est en pleine débâcle sur tout le front. Les forces de l'ONU ordonnent alors la reprise de Séoul. L'avancement fut lent et sanglant. Les Nord-Coréens lancèrent une autre attaque de chars T-34, qui furent piégés et détruits, ainsi qu'un bombardement par un Yakovlev sur le port d'Incheon, qui n'engendra que de légers dégâts. La NKPA essaya de ralentir l'offensive de l'ONU afin de permettre le renforcement de Séoul et le retrait des troupes dans le sud. Bien qu'averti que la méthode utilisée pour prendre le contrôle de Séoul permettrait aux forces restantes de la NKPA de s'échapper vers le nord, MacArthur se sentit lié aux promesses faites au gouvernement de Corée du Sud afin de reprendre la capitale au plus vite.

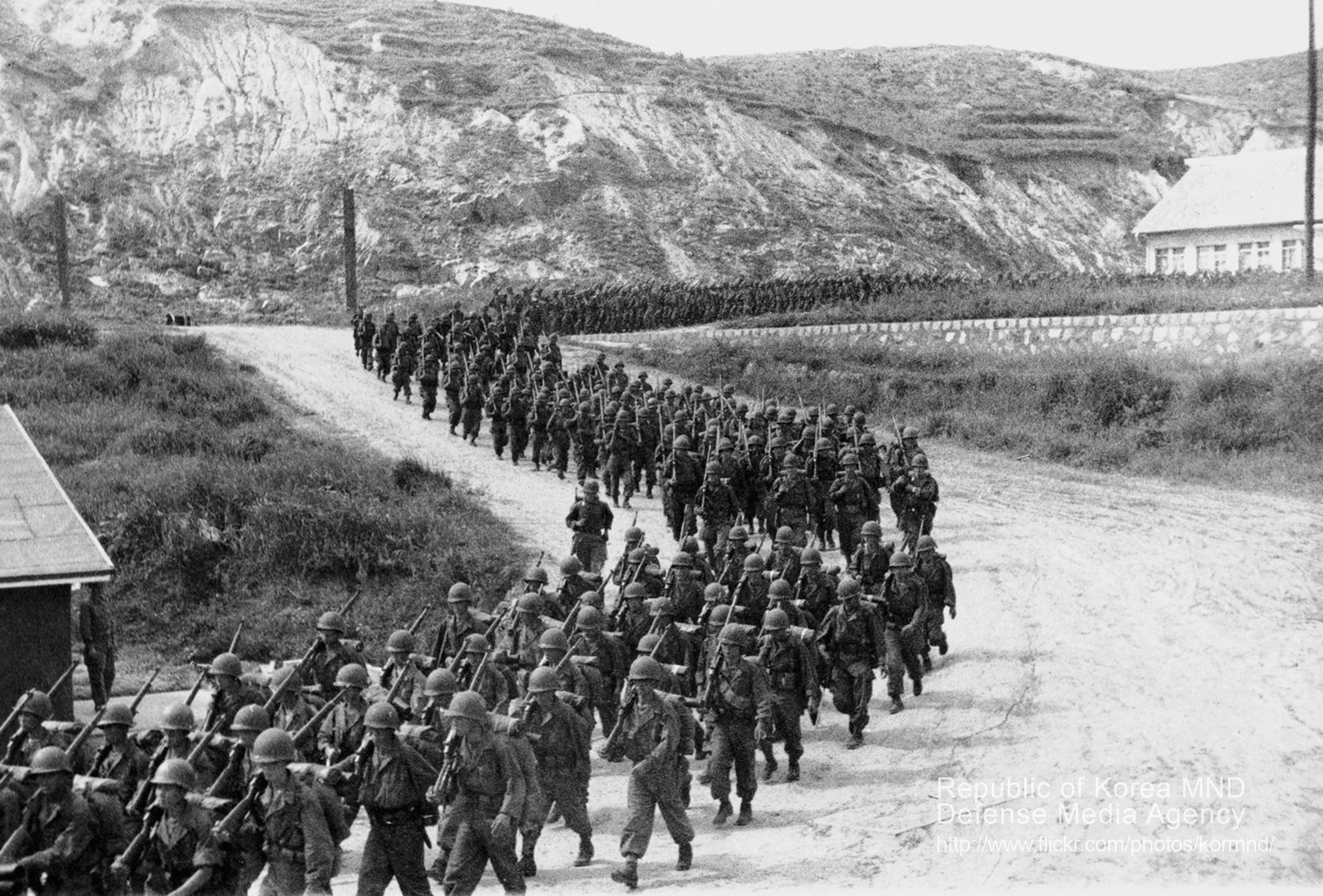
La 7e division américaine avec le 17e régiment d'infanterie sud-coréen en marche en 1950.

La 7e division américaine formait la principale force d'attaque : en sous-effectif, elle était renforcée par 8 600 hommes de l'armée sud-coréenne ainsi qu'un bataillon colombien (en) et un bataillon éthiopien (en), portant son effectif total à 23 000 hommes. Les forces réunies arrivèrent au port d'Incheon le deuxième jour. Le général Almond était impatient de mettre en place la division afin de bloquer un possible mouvement ennemi depuis le sud de Séoul. Au matin du 18 septembre, le 2e bataillon du 32e régiment d'infanterie atterrit à Incheon et le reste du régiment débarqua plus tard dans la journée. Le matin suivant, le 2e bataillon se déplaça afin de relayer un bataillon de Marines US sur le flanc droit au sud de Séoul. Pendant ce temps, le 31e régiment de la 7e division  mit pied à terre à Incheon. La responsabilité de l'autoroute de la zone sud de Séoul fut transférée à la 7e division le 19 septembre à 18h00. La 7e division s'engagea ensuite dans un combat intense, en périphérie de Séoul.
Avant la bataille, la Corée du Nord n'avait qu'une seule division assez faible dans la ville, avec la majorité de ses forces dans le sud de la capitale.  MacArthur, en personne, supervisa le 1er Régiment de Marine, en route vers Séoul, qui combattait les positions nord-coréennes. Le contrôle de l'opération Chromite fut ensuite transféré au commandant général Edward Almond. C'était le but d'Almond de prendre le contrôle de Séoul le 25 septembre, exactement trois mois après le début de la guerre. Le 22 septembre, les Marines entrèrent dans Séoul et constatèrent les lourdes fortifications. Les pertes augmentèrent quand les forces s'engagèrent dans des combats de rue. Anxieux de proclamer la conquête de Séoul, Almond déclara, le 25 septembre, la libération de la ville bien que des Marines fussent toujours engagés dans des combats (des tirs étaient toujours perceptibles dans les banlieues du nord).
En conséquence de la reprise de Séoul, la police sud-coréenne commit un massacre de 153 civils en octobre 1950, suspectés d'être des sympathisants du régime nord-coréen. Par ailleurs, voyant là un tournant du conflit, la Chine rejoint alors la guerre de Corée du côté de la Corée du Nord.

### Troisième bataille de Séoul
En décembre 1950, les forces de l'ONU, dépassées en nombre par l'Armée populaire de libération (plus de 780 000 soldats chinois participeront au conflit), refluent alors sur le front, laissant libre aux forces communistes l'accès à Séoul, qui sera reprise en décembre 1950 après de brefs combats.

### Quatrième bataille de Séoul
Les forces de l'ONU reprennent à nouveau Séoul le 14 mars 1951 après de violents combats contre l'Armée populaire de Corée et l'Armée populaire de libération. Dès lors, elle restera dans les mains de l'ONU durant tout le reste du conflit, le front se stabilisant par ailleurs sur le 38e parallèle nord à partir de juillet 1951. L'armistice sera signé en 1953 à Panmunjeom.